# Sabiñánigo
Sabiñánigo es una ciudad y municipio de la provincia de Huesca, Aragón, España, capital de la comarca de Alto Gállego. Tiene una población de 9592 habitantes (INE 2024) y su término municipal, de 586,8 km², es el más extenso de su provincia.

## Toponimia
Su primer testimonio fidedigno es de 1035 (hay otro del año 992, pero se encuentra en un documento falsificado). Aparece como Savignaneco (/sabijnáneko/). Volverá a aparecer en documentación de los siglos XII y XIII. Su etimología será el nombre de persona latino Sabinianicu, derivado a su vez de Sabinianus y este de Sabinius o Sabinus. En el aragonés moderno el nombre ha evolucionado al topónimo Samianigo.

## Geografía
Integrada en la comarca de Alto Gállego, de la que ejerce de capital, está situada a 52 kilómetros de la capital provincial. El término municipal está atravesado por las carreteras nacionales N-260, eje viario del Pirineo, y N-330, entre los pK 604 y 633. Además cuenta con una red de carreteras locales que conectan las pedanías y con los municipios vecinos de Jaca y Caldearenas. Finalmente, la carretera autonómica A-1604 recorre el Valle de Serrablo hacia Boltaña. 
El relieve del municipio está definido por valles pirenaicos (Valle de Acumuer o del Aurín al noroeste, Valle del Gállego de norte a sur, valle del Basa al este y Valle de Serrablo o del Guarga al sur), por los Pirineos al norte y por las sierras prepirenaicas de San Pedro (1212 m), al sur de la localidad; Belarre (1467 m), Guara (1679 m) y Aineto (1463 m) al sur del valle de Serrablo; y de Portiello (1545 m), Canciás (1929 m) y Galardón (1803 m) al norte del Valle de Serrablo. Son famosos también la Val Ancha y la Val Estrecha, entre el río Aurín y la sierra de San Pedro. Parte de su término municipal está ocupado por el parque natural de la Sierra y los Cañones de Guara. La altitud oscila entre los 2764 metros al norte (Peña Retona), en los Pirineos, y los 665 metros a orillas del río Gállego.
El pueblo se encuentra en la orilla derecha del Gállego a su salida del valle de Tena, a una altitud de 780 metros sobre el nivel del mar. 
| Noroeste: Canfranc y Villanúa | Norte: Sallent de Gállego y Biescas | Noreste: Biescas y Yebra de Basa |
| Oeste: Jaca                   |                                     | Este: Fiscal y Boltaña           |
| Suroeste: Caldearenas         | Sur: Nueno                          | Sureste: Bierge                  |

Anteriormente la comarca en la que estaba enmarcado Sabiñánigo se la conocía como Serrablo, por lo que a los habitantes de esta localidad también se les conoce como serrableses.

### Clima
De acuerdo a la clasificación climática de Köppen Sabiñánigo tiene un clima Cfb. La temperatura mínima absoluta fue de -25 °C registrada el 31 de enero de 1954. La máxima absoluta sube hasta los 39,8 °C registrada el 28 de julio de 1951.
| Parámetros climáticos promedio de Sabiñánigo | Parámetros climáticos promedio de Sabiñánigo | Parámetros climáticos promedio de Sabiñánigo | Parámetros climáticos promedio de Sabiñánigo | Parámetros climáticos promedio de Sabiñánigo | Parámetros climáticos promedio de Sabiñánigo | Parámetros climáticos promedio de Sabiñánigo | Parámetros climáticos promedio de Sabiñánigo | Parámetros climáticos promedio de Sabiñánigo | Parámetros climáticos promedio de Sabiñánigo | Parámetros climáticos promedio de Sabiñánigo | Parámetros climáticos promedio de Sabiñánigo | Parámetros climáticos promedio de Sabiñánigo | Parámetros climáticos promedio de Sabiñánigo |
| Mes | Ene.                                         | Feb.                                         | Mar.                                         | Abr.                                         | May.                                         | Jun.                                         | Jul.                                         | Ago.                                         | Sep.                                         | Oct.                                         | Nov.                                         | Dic.                                         | Anual                                        |
| --- | -------------------------------------------- | -------------------------------------------- | -------------------------------------------- | -------------------------------------------- | -------------------------------------------- | -------------------------------------------- | -------------------------------------------- | -------------------------------------------- | -------------------------------------------- | -------------------------------------------- | -------------------------------------------- | -------------------------------------------- | -------------------------------------------- |
| Temp. máx. media (°C) | 8.6                                          | 10.4                                         | 12.3                                         | 16.4                                         | 19.6                                         | 24.5                                         | 28.9                                         | 27.6                                         | 21.1                                         | 16.5                                         | 11.3                                         | 7.6                                          | 17.1                                         |
| Temp. media (°C) | 2.2                                          | 4.4                                          | 6.5                                          | 9.8                                          | 12.7                                         | 15.5                                         | 20.7                                         | 17.5                                         | 12.8                                         | 9.9                                          | 6.7                                          | 3.4                                          | 10.2                                         |
| Temp. mín. media (°C) | -4.1                                         | -1.9                                         | -0.1                                         | 2.0                                          | 6.3                                          | 9.4                                          | 12.8                                         | 11.5                                         | 8.6                                          | 4.6                                          | 0.7                                          | -2.6                                         | 3.9                                          |
| Precipitación total (mm) | 63.3                                         | 59.3                                         | 62.4                                         | 86.5                                         | 93.6                                         | 65.8                                         | 44.8                                         | 47.2                                         | 79.3                                         | 76.4                                         | 73.7                                         | 64.9                                         | 817.2                                        |
| Días de precipitaciones (≥ 0.1 mm) | 11                                           | 9                                            | 10                                           | 15                                           | 15                                           | 12                                           | 12                                           | 14                                           | 11                                           | 13                                           | 15                                           | 10                                           | 147                                          |
| Horas de sol | 124                                          | 140                                          | 186                                          | 180                                          | 186                                          | 180                                          | 186                                          | 186                                          | 210                                          | 155                                          | 90                                           | 124                                          | 1947                                         |
| Humedad relativa (%) | 81                                           | 78                                           | 75                                           | 76                                           | 79                                           | 77                                           | 80                                           | 80                                           | 80                                           | 81                                           | 83                                           | 82                                           | 79.3                                         |
| Fuente: Búsqueda de Internet (Modificado 2-2-2016) - http://www.zoover.es/espana/aragon/sabinanigo/tiempo - http://es.climate-data.org/location/29054/ - http://www.nevasport.com/mevoyaformigal/art/4468/El-Clima-del-Valle-de-Tena-1-parte/ |                                              |                                              |                                              |                                              |                                              |                                              |                                              |                                              |                                              |                                              |                                              |                                              |                                              |

## Historia

### Edades Antigua y Media
El origen de Sabiñánigo es romano y parece estar vinculado con el establecimiento de una mansión militar, fundada en torno el siglo II, a orillas de la calzada que comunicaba Osca (la actual Huesca) con los baños termales de Panticosa. En 1972 se celebró el bimilenario de la fundación de la ciudad, al considerar que Calvisio Sabino —propretor de las Galias— fundó Sabiniano a la conclusión de una campaña de pacificación en Hispania.
La primera mención histórica de Sabiñánigo documentada es de 1035 en donde aparece como Savignaneco, y se refiere a su incorporación al Reino de Aragón. Hacia 1137, en plena época medieval, ya se cita su condición de villa de realengo, categoría que mantendría siglos después. Desde esa época el enclave gozó de privilegios, no estando subyugado a ningún señor rural hasta la época Moderna, cuando perdió esta condición aventajada.
Pedro II, en 1206, donó su iglesia de San Acisclo a García de Gúdal, obispo de Jaca-Huesca. Y finalizando la Edad Media (1492), Fernando el Católico intervino para fijar los límites de sus términos y solucionar los problemas que planteaba el estar vacante las caballerías de honor de este lugar.

### Edades Moderna y Contemporánea
Durante el siglo XVI se siguió pagando el impuesto de las caballerías y comenzó un cierto despegue económico. En 1594, se procedió a firmar una concordia con los ganaderos del valle de Tena relativa al paso de los ganados trashumantes por los términos de la villa de Sabiñánigo y por los de sus aldeas dependientes. Sin embargo, a juzgar por los documentos, el lugar parece que se arruinó en 1696.

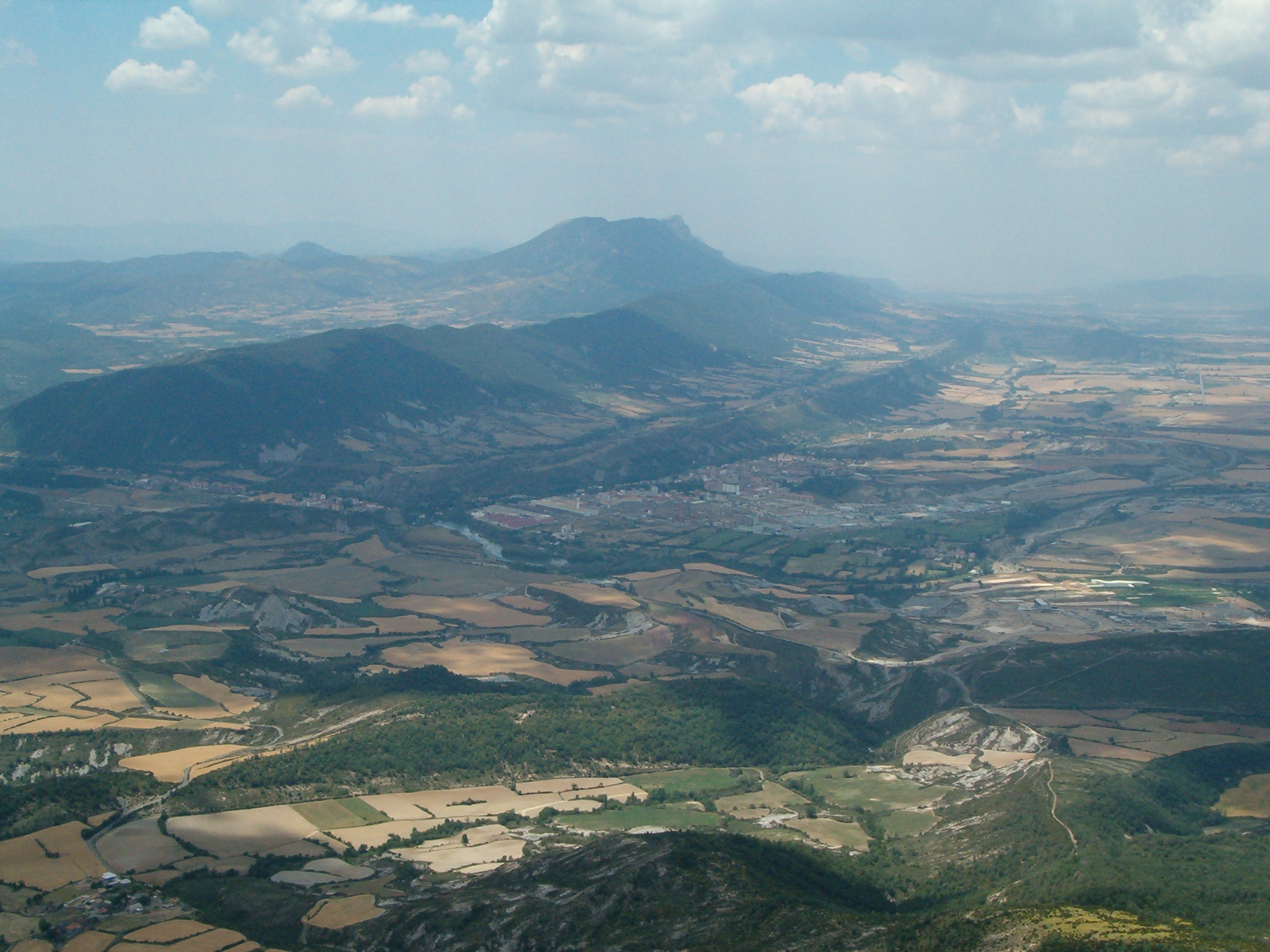
Panorámica de Sabiñánigo

Pascual Madoz, en su Diccionario geográfico-estadístico-histórico de España de 1845, describe a Sabiñánigo como un pequeño pueblo de 28 casas, aunque con casa consistorial y cárcel; también indica que subsistía por su agricultura y ganadería, produciendo sus tierras «trigo puro y de mistura, legumbres, patatas y pastos».
A finales del siglo XIX, comenzó la construcción de la vía férrea que uniría Zaragoza con Francia por Canfranc. Con la llegada del ferrocarril en 1893 se construyó una estación de tren cerca de Sabiñánigo pueblo; alrededor de dicha estación empezó a crecer un nuevo núcleo de actividad, abriéndose comercios y hospedajes en torno al camino que pronto se denominaría paseo de la Estación. El nuevo Sabiñánigo se convirtió en lugar de paso obligado hacia el balneario de Panticosa, donde acudía gente con el fin de tomar las beneficiosas aguas termales; tras unas cinco horas de tren entre Zaragoza y Sabiñánigo, tomaban unos carruajes —autobuses a partir de 1909— que les conducían al citado balneario.

El barrio de la Estación empezó a tener mayor protagonismo que el núcleo urbano original, e iba consolidándose gracias, primero a los comercios, y luego a la implantación de fábricas. Tanto fue así, que en 1916 el propio Ayuntamiento se trasladó al barrio de la Estación.
Las fábricas dieron el impulso definitivo a la emergente ciudad. En 1920 la sociedad franco-española Energía e Industrias Aragonesas (EIASA) estableció una moderna fábrica química que marcaría un hito al conseguir por primera vez a nivel mundial la síntesis de amoníaco a partir de hidrógeno. Pronto se instalaría AESA, encargada de la fabricación de aluminio laminado, siendo la primera empresa española en producirlo.
En la década de 1950 Sabiñánigo incorporó el municipio de Sardas y parte de Cartirana. En la década siguiente absorbió Acumuer, Cartirana, Gésera, Jabarrella, Orna de Gállego y Senegüé y Sorripas, y partes de Ena, Guasa y Oliván. En la década de 1970 incorporó parte de Laguarta.

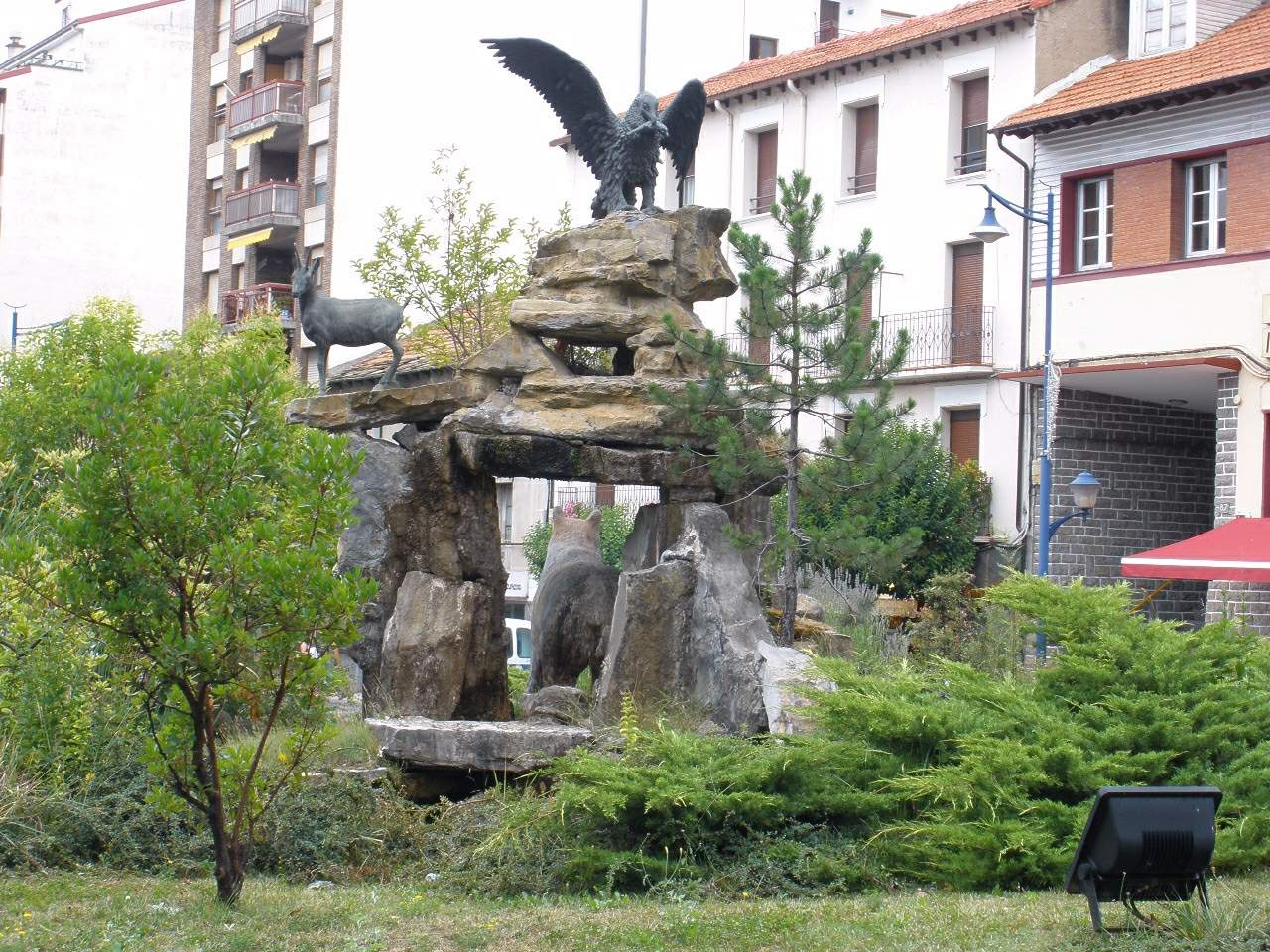
Monumento a la naturaleza, la cual supone un gran activo para el municipio. Plaza España de Sabiñánigo

Durante la Guerra Civil, entre septiembre y noviembre de 1937, tuvo lugar en la zona la batalla de Sabiñánigo, en la que la 43.ª y la 27.ª divisiones del Ejército de la República lanzaron una ofensiva contra la I Brigada de la 51.ª División Nacional y voluntarios como los Panteras del Valle de Tena y la Compañía de Esquiadores. El ejército republicano finalmente no consiguió conquistar Sabiñánigo —ya entonces importante centro fabril—, a pesar de haber estado a punto de cercarlo. La batalla se saldó con un número total de bajas de aproximadamente 6000 efectivos.
Sabiñánigo también es tristemente conocido porque, en los años 1970 y 1980, una empresa de pesticidas generó una importante contaminación que afectó a parte del municipio. Técnicos del Gobierno de Aragón han calculado que entre 1975 y 1989 fueron arrojadas entre 115 000 y 160 000 toneladas de residuos tóxicos de la producción de lindano en dos vertederos del municipio. En la actualidad, Sabiñánigo es considerado uno de los lugares más contaminados del país.
En noviembre de 2017 se comenzó con el encapsulado de los residuos de lindano en Sabiñánigo para ser incinerados en Francia.

## Demografía
Sabiñánigo cuenta con una población de 9592 habitantes (INE 2024).
| Gráfica de evolución demográfica de Sabiñánigo entre 1842 y 2021 |
| |
| Población de derecho según los censos de población del INE Población de hecho según los censos de población del INEEn este censo se denominaba Saviñánigo y El Puente: 1842 Entre el censo de 1960 y el anterior, crece el término del municipio porque incorpora a 22627 (Sardas) y recibe una parte de 22552 (Cartirana) Entre el censo de 1970 y el anterior, crece el término del municipio porque incorpora a 22503 (Acumuer), 22552 (Cartirana), una parte de 22564 (Ena), 22574 (Gesera), una parte de 22575 (Guasa), 22577 (Jabarrella), una parte de 22601 (Oliván), 22604 (Orna de Gállego) y 22632 (Senegüe y Sorripas) |

Aunque la población de Sabiñánigo en 1900 era de sólo 280 habitantes, la instalación de industrias generó nuevos puestos de trabajo que se cubrieron con inmigrantes: en 1940 se alcanzaron los 1768 habitantes y en 1960 los 6184 habitantes. No obstante, en los años 2000 el esplendor industrial de la localidad se había perdido, con algunas de las plantas cerradas y con sus plantillas muy mermadas en otros casos, aunque todavía perviven empresas con un buen número de empleados y un importante volumen de negocio. La pirámide de edades, gracias a la inmigración de efectivos jóvenes, es una de las más jóvenes de Aragón.

### Núcleos del municipio
El municipio de Sabiñánigo se puede considerar como una concentración de municipios, por la fusión de antiguos municipios que englobaban a sus vez varias localidades, siendo actualmente el tercer municipio en extensión de todo Aragón, con sus 586,82 km². Concentración dada por el hecho de que Sabiñánigo se encuentra en el pleno Prepirineo aragonés, zona de fuerte despoblación en el éxodo rural del país, motivado principalmente por el desarrollismo español del siglo XX. Esta gran zona migratoria sería Serrablo y su entorno, que incluiría la Guarguera, la Val Ancha, la Val Estrecha, el Valle de Acumuer, Ballibasa y la zona norte de la sierra de Guara, todas ellas zonas cuyo territorio pertenece, al menos en parte, al municipio. La industrialización de la localidad de Sabiñánigo motivaron que fuera un centro económico importante que haría crecer exponencialmente la nueva población, pero las localidades y zonas cercanas citadas no se recuperarían de esta fuerte despoblación.

### Población por núcleos
A continuación se detalla el desglose de población según el Padrón Continuo por Unidad Poblacional del INE, y las zonas geográficas que comprende el municipio:
Valle de Acumuer
| Núcleos | Habitantes (2022) |
| ------- | ----------------- |
| Acumuer | 15                |
| Isín    | 5                 |

En dicho valle, perteneciente al término municipal de Sabiñánigo, se encuentran también los despoblados de Asqués, Asún y Bolás.
Val Ancha
| Núcleos                 | Habitantes (2022) |
| ----------------------- | ----------------- |
| Arguisal                | 17                |
| Aurín                   | 34                |
| Borrés                  | 14                |
| Cartirana               | 41                |
| El Puente de Sabiñánigo | 36                |
| Lárrede                 | 24                |
| Larrés                  | 77                |
| Latas                   | 144               |
| Pardinilla              | 24                |
| Sabiñánigo (localidad)  | 8283              |
| Senegüé                 | 108               |
| Sorripas                | 41                |

Val Estrecha
| Núcleos         | Habitantes (2022) |
| --------------- | ----------------- |
| Sabiñánigo Alto | 46                |
| Sasal           | 9                 |

Ballibasa
| Núcleos           | Habitantes (2022) |
| ----------------- | ----------------- |
| Allué             | 8                 |
| Isún de Basa      | 30                |
| Osán              | 18                |
| Sardas            | 36                |
| Satué             | 8                 |
| San Román de Basa | 6                 |

Entre Sabiñánigo y la Guarguera
| Núcleos         | Habitantes (2022) |
| --------------- | ----------------- |
| Arto            | 12                |
| Baranguá        | 8                 |
| Hostal de Ipiés | 38                |
| Ibort           | 68                |
| Ipiés           | 11                |
| Latrás          | 12                |
| Orna de Gállego | 19                |
| Rapún           | 6                 |

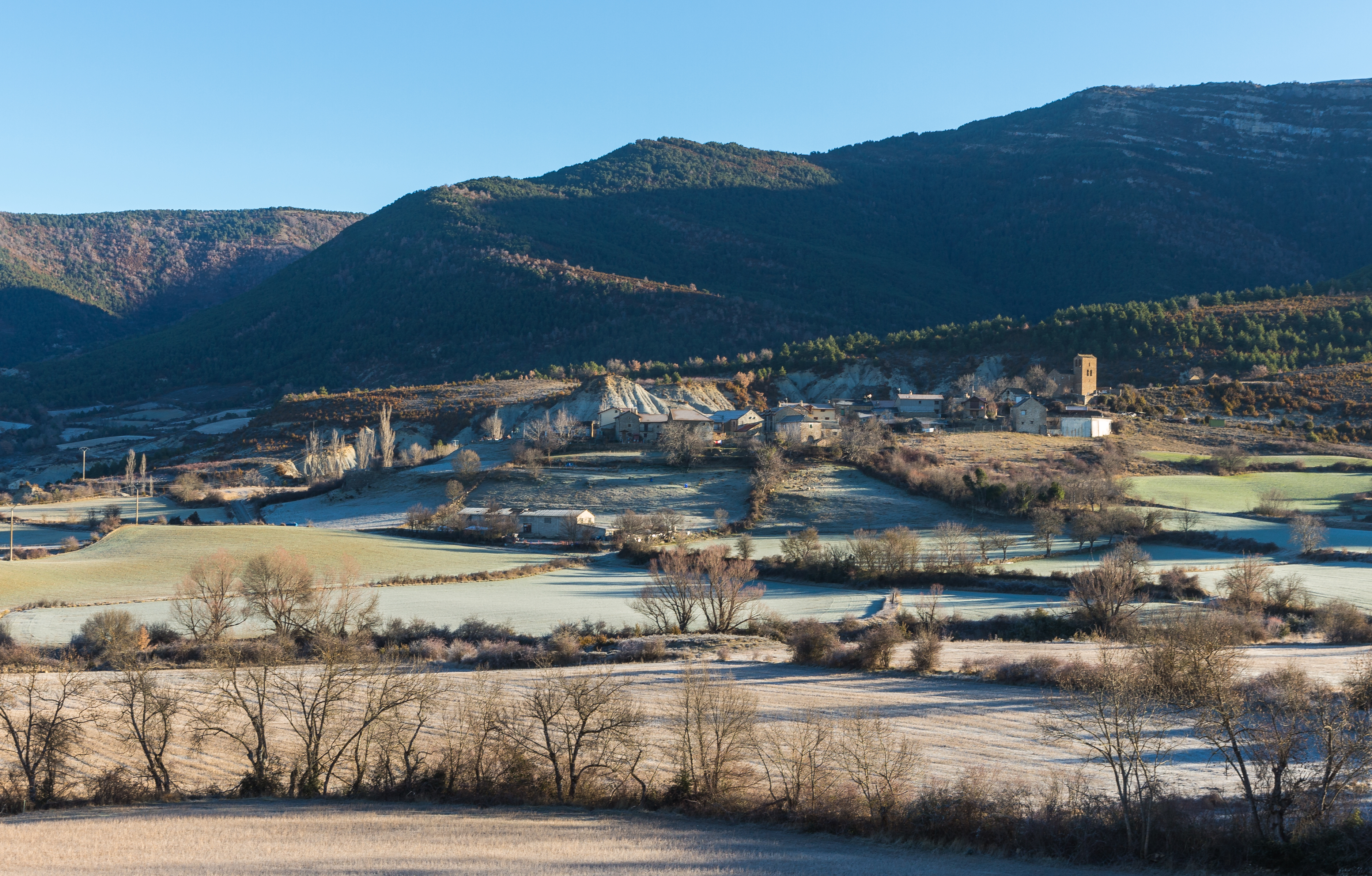
Satué

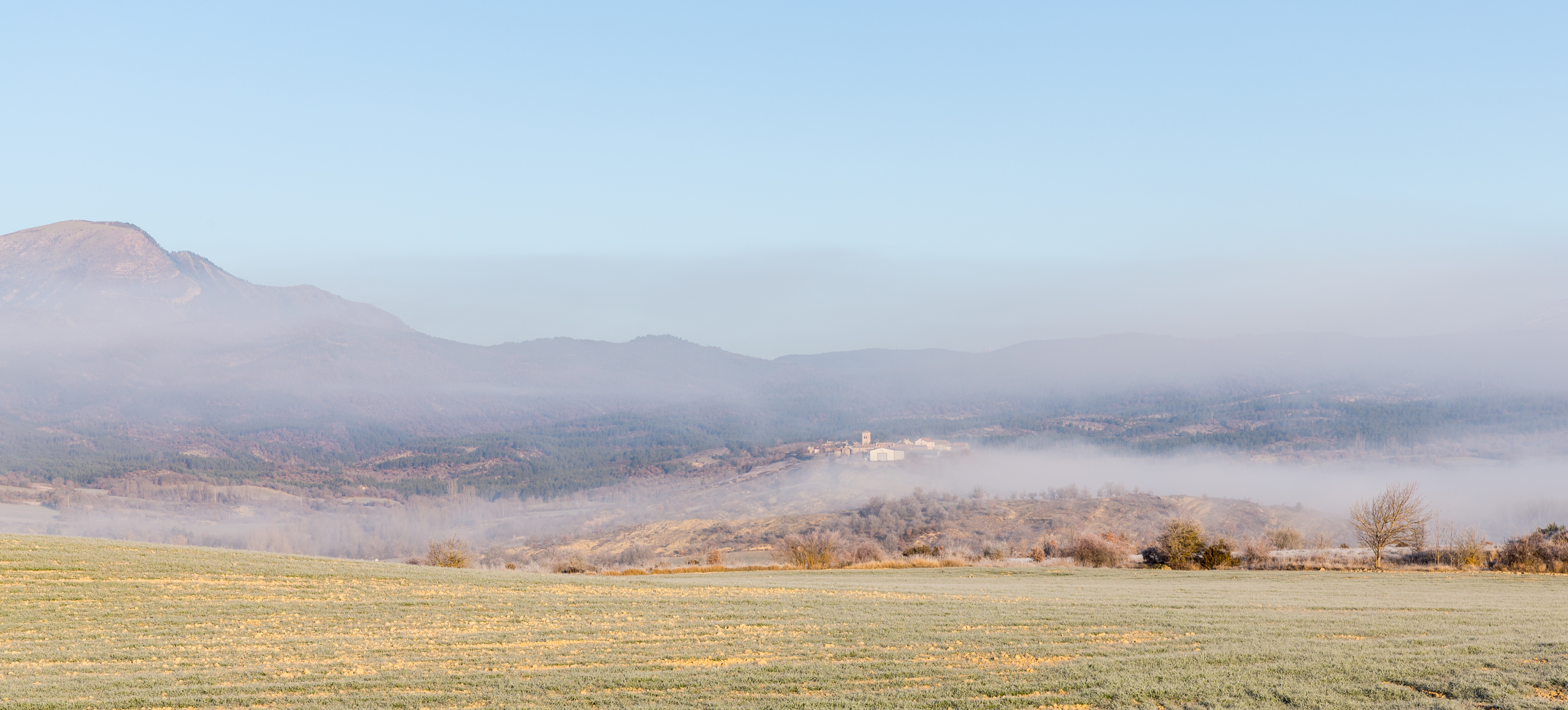
Orna de Gállego e Ibort

Además en dicha zona del término municipal se encuentra el despoblado de Campares y Jabarrella.
Guarguera
| Núcleos               | Habitantes (2022) |
| --------------------- | ----------------- |
| Aineto                | 30                |
| Arraso                | 4                 |
| Artosilla             | 29                |
| Belarra               | 9                 |
| Castiello de Guarga   | 6                 |
| Castillo de Lerés     | 4                 |
| Ceresola              | 5                 |
| Gésera                | 10                |
| Gillué                | 6                 |
| Grasa                 | 2                 |
| Laguarta              | 7                 |
| Lanave                | 2                 |
| Lasieso               | 15                |
| Layés                 | 1                 |
| Molino de Villobas    | 4                 |
| Ordovés               | 2                 |
| San Esteban de Guarga | 3                 |
| Solanilla             | 19                |
| Yéspola               | 2                 |

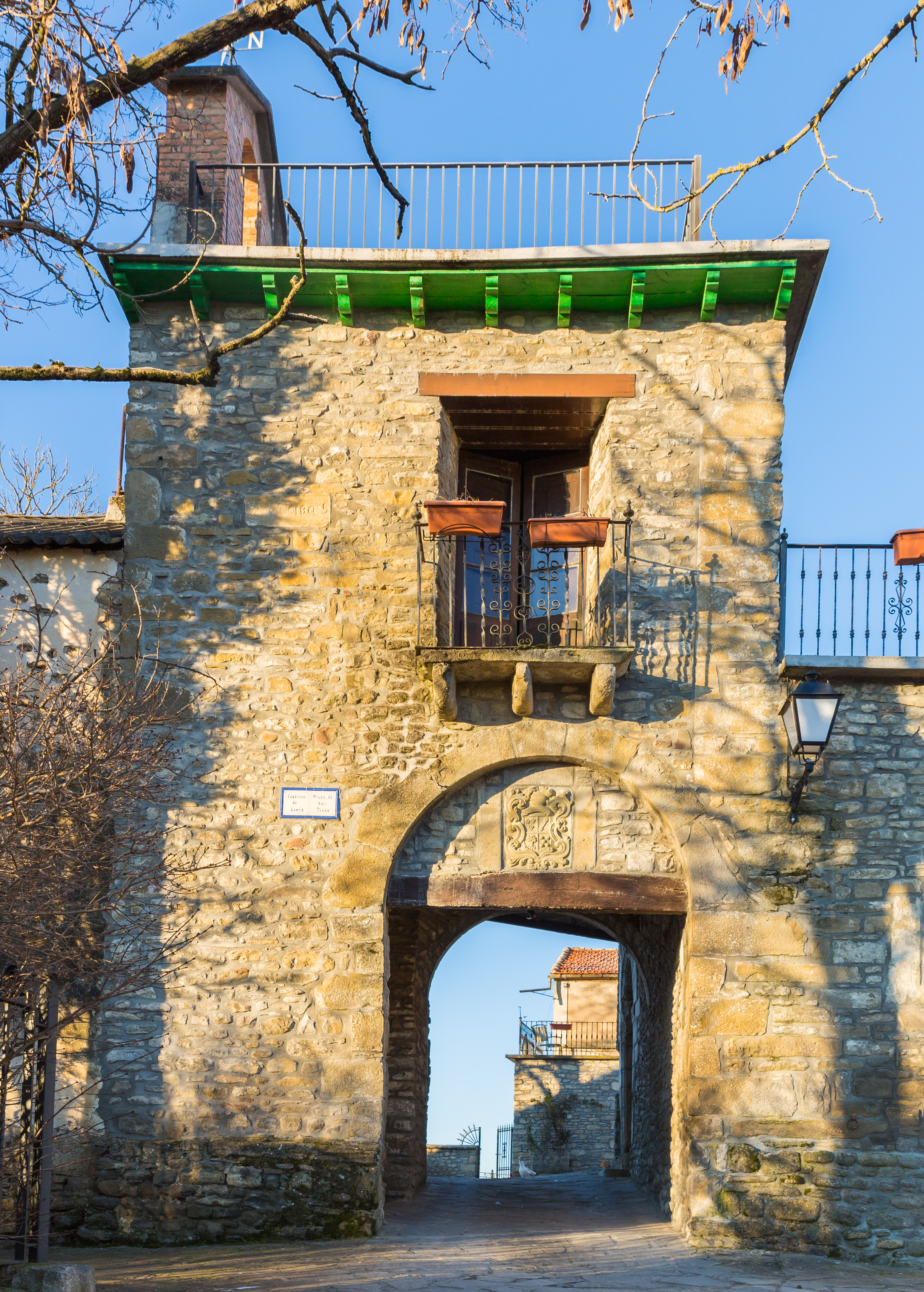
Entrada a Castillo de Lerés

En dicha zona del término municipal se encuentran los despoblados de Abenilla, Alavés, Arruaba, Atós Alto, Atós Bajo, Bescós, Cañardo, Fablo, Fenillosa, Lasaosa, Molino de Escartín, Sandiás, Santa María de Perula, Secorún, Villacampa y Villobas.
Sierra de Guara Norte
| Núcleos          | Habitantes (2022) |
| ---------------- | ----------------- |
| Bara             | 9                 |
| Bentué de Nocito | 1                 |

En dicha zona del término municipal se encuentran los despoblados de Abellada, Binueste, Azpe, Ibirque y Used.

## Administración y política
| Periodo   | Nombre                      | Partido | Partido                                            |
| --------- | --------------------------- | ------- | -------------------------------------------------- |
| 1979-1983 | Antonio Ferrer Piedrafita   |         | Unión de Centro Democrático (UCD)                  |
| 1983-1987 | Luis Giménez Buesa          |         | Partido Aragonés (PAR)                             |
| 1987-1995 | Antonio Calvo Lasierra      |         | Partido de los Socialistas de Aragón (PSOE-Aragón) |
| 1995-2007 | Carlos Iglesias Estaún      |         | Partido de los Socialistas de Aragón (PSOE-Aragón) |
| 2007-2018 | Jesús Timoteo Lasierra Asín |         | Partido de los Socialistas de Aragón (PSOE-Aragón) |
| 2018-act. | Berta Fernández Pueyo       |         | Partido de los Socialistas de Aragón (PSOE-Aragón) |

| Partido político    | Partido político                                   | 1995   | 1999   | 2003   | 2007   | 2011   | 2015   | 2019   | 2023   |
| Partido político    | Partido político                                   | Ediles | Ediles | Ediles | Ediles | Ediles | Ediles | Ediles | Ediles |
|                     | Partido de los Socialistas de Aragón (PSOE-Aragón) | 7      | 8      | 7      | 5      | 7      | 6      | 7      | 5      |
|                     | Partido Aragonés (PAR)                             | 1      | 1      | 2      | 3      | 5      | 4      | 2      | 0      |
|                     | Cambiar Sabiñánigo                                 | —      | —      | —      | —      | —      | 2      | 0      | -      |
|                     | Partido Popular de Aragón (PP)                     | 4      | 3      | 2      | 2      | 3      | 1      | 2      | 6      |
|                     | Chunta Aragonesista (CHA)                          | 1      | 1      | 1      | 1      | 1      | 0      | 0      | 0      |
|                     | Ciudadanos (CS)                                    | —      | —      | —      | —      | —      | 0      | 1      | 2      |
|                     | Izquierda Unida (IU)                               | 0      | 0      | 1      | 2      | 1      | 0      | 0      | 0      |
| Total de concejales | Total de concejales                                | 13     | 13     | 13     | 13     | 17     | 13     | 13     | 13     |

## Patrimonio

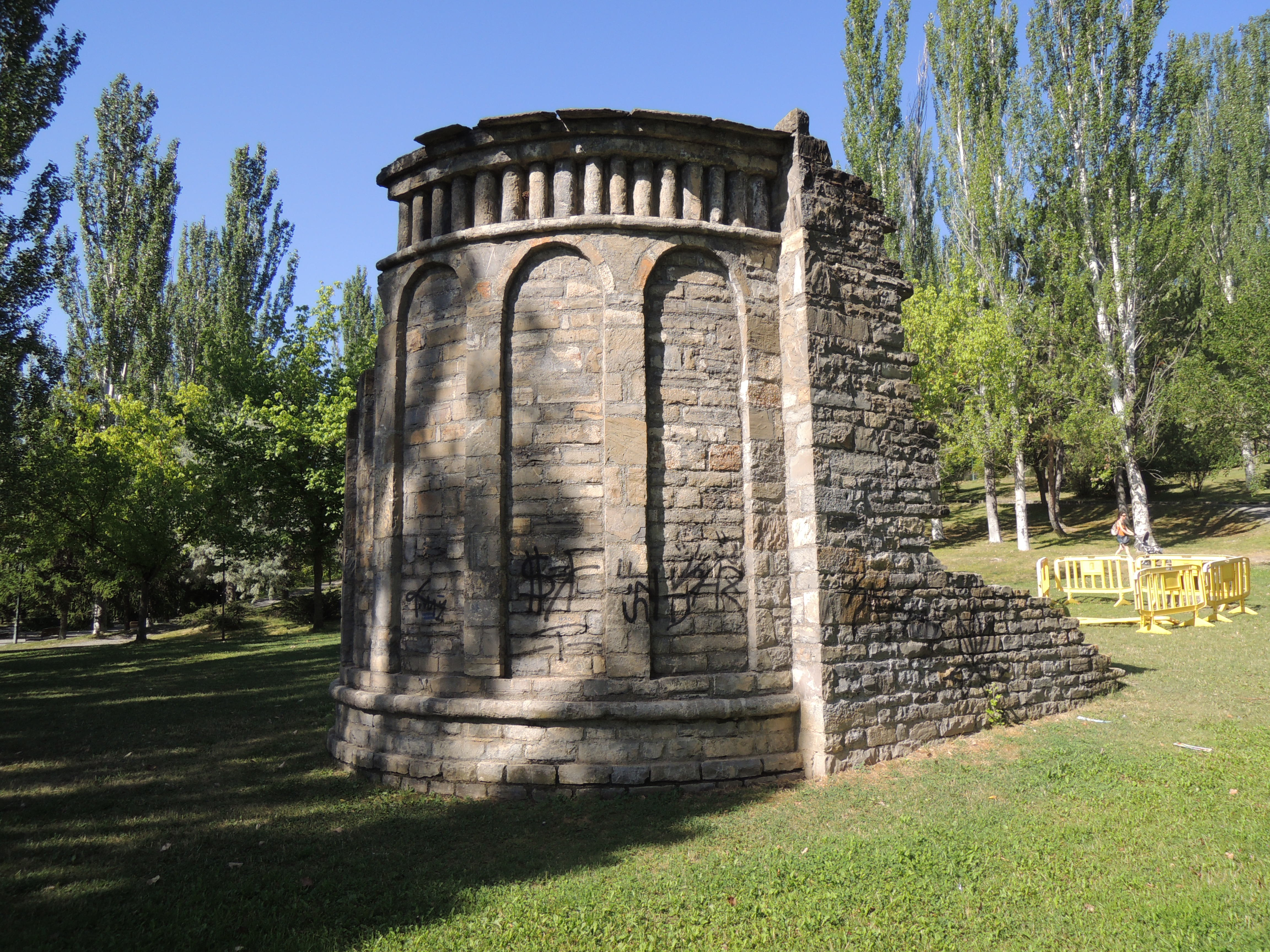
Restos de la iglesia románica de Santa María de Gavín

La Casa Abacial, construida por Juan Ferrer, data de 1589. En el siglo XVII se levantó la sencilla iglesia parroquial, barroca y dedicada a San Hipólito, y la Casa del Concejo se concluyó en 1605. Estos edificios se sitúan en el actual barrio de San Feliciano.
Mucho más moderno es «Pirenarium», el parque de los Pirineos, complejo inaugurado en 2006. Que albergaba maquetas del Pirineo y todo Aragón en miniatura, y se encuentra ubicado en los viejos cuarteles del ejército.
La casa del siglo XIX (1810-1830) en El Puente de Sabiñánigo, conocida como Casa Batanero, es la sede del Museo Ángel Orensanz y Artes de Serrablo. Inaugurado en 1979, la planta baja reproduce las distintas dependencias de una casa pirenaica con todos sus enseres, y en el segundo piso se combinan estancias dedicadas a las labores artesanales con estancias propias de la vivienda. En el antiguo granero se ha instalado un espacio lúdico dedicado a «Pedrón», el famoso diablillo de Serrablo. Fue apadrinado por don Julio Caro Baroja y por Julio Gavín.
En el parque de Sabiñánigo se encuentra el ábside de la parroquia de Santa María de Gavín, destruida en la Guerra Civil de 1936 y desmontada y reconstruida en Sabiñánigo por la Asociación Amigos de Serrablo. Presenta siete arquillos ciegos lombardos, sobre el que corre un friso de baquetones típico del estilo larredense. Asimismo se reconstruyó en el parque un ventanal románico procedente de la iglesia de Castillo de Guarga del que se conserva con capital figurado.

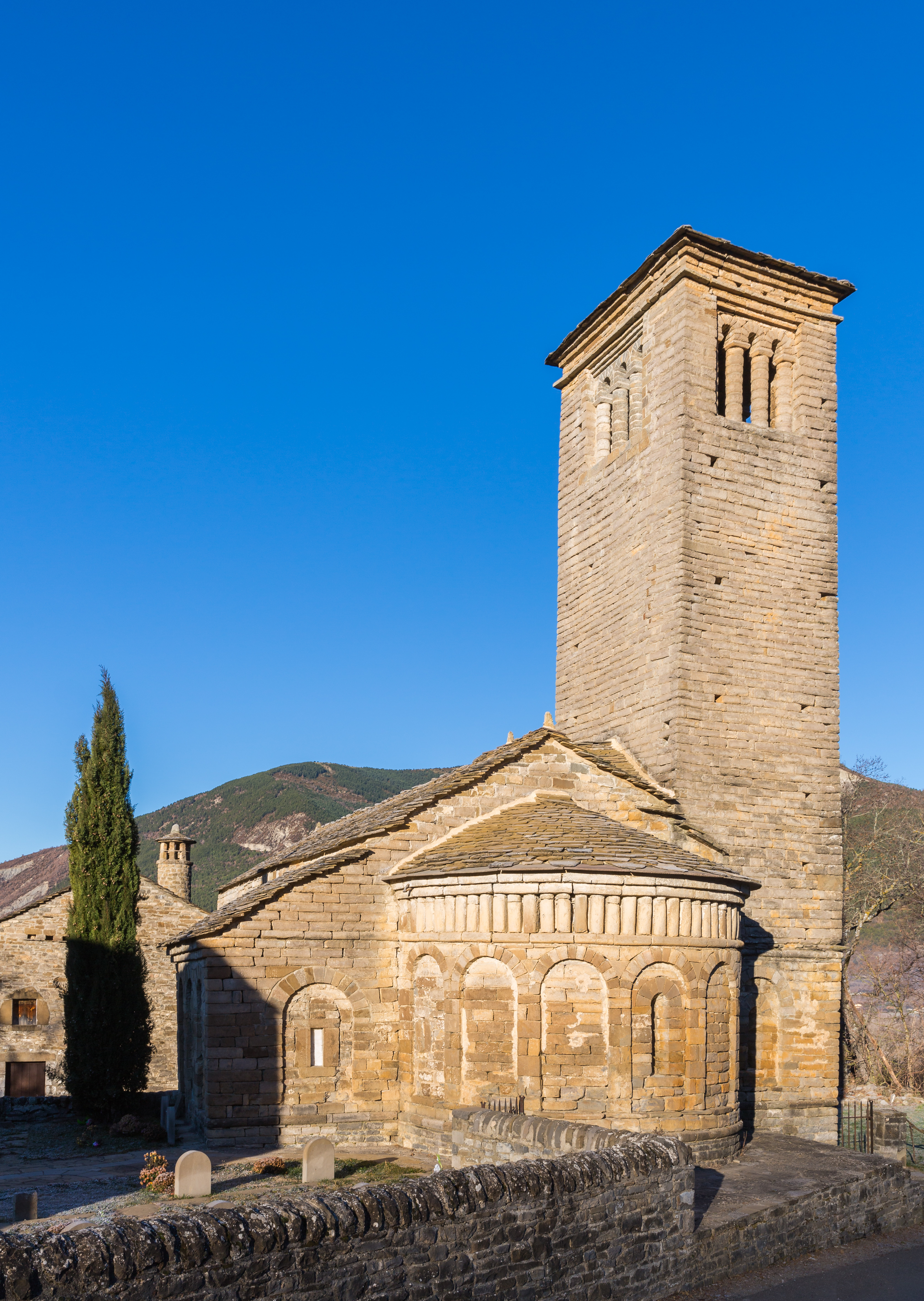
Iglesia de San Pedro de Lárrede, joya del románico aragonés y símbolo de Serrablo

En el viejo camino de El Puente a Yebra de Basa por el que pasaban los romeros hasta la ermita de Santa Orosia, se halla el zoque de Santa Orosia, pequeña capilla-oratorio de planta rectangular, su vano de arco de medio punto está cerrado con una verja de hierro que guarda el altar de dedicado a la santa.
Dentro del término municipal de Sabiñánigo, en Lárrede, se encuentra la iglesia de San Pedro de Lárrede. Construida en torno a 1050 en estilo románico aragonés, forma parte del grupo de iglesias denominado de Serrablo. La iglesia es Monumento Nacional desde 1931. Asimismo, el Museo del Dibujo Julio Gavín «Castillo de Larrés», emplazado en el castillo de este lugar, expone 350 obras. Además de muestras de dibujo artístico, incluye un apartado dedicado al humor gráfico y al cómic. El castillo data de finales del siglo XIV y fue ampliado en el siglo XVI.
En el término de Sabiñánigo se localiza un monumento megalítico, el dolmen de Ibirque, que se yergue en la cumbre de un cerro. Se compone de una cámara interior simple —de planta rectangular y abierta al este— y un túmulo. Consta de una gran losa de cubierta, que oculta la mayor parte de la cámara, y cuatro losas laterales.

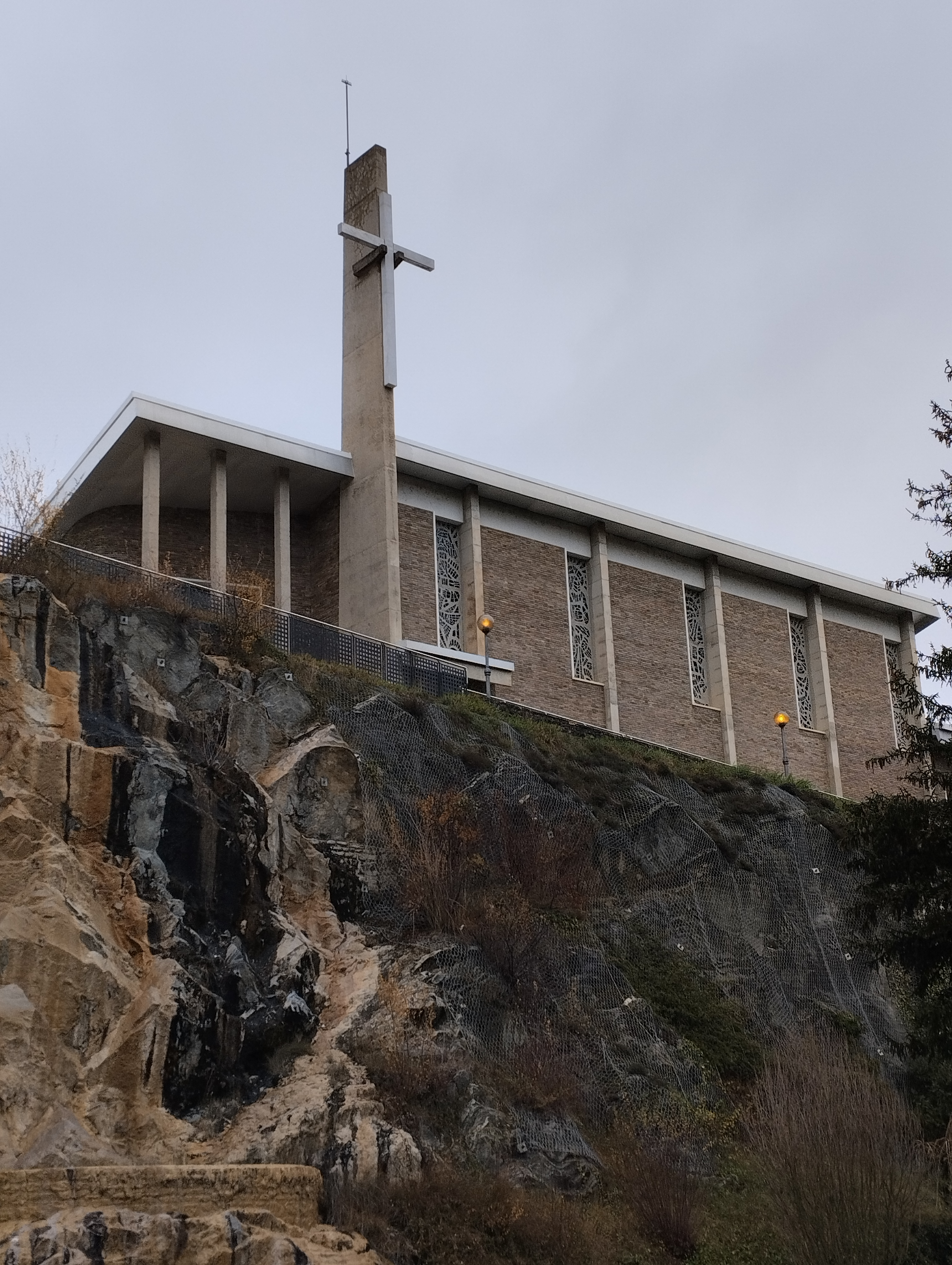
Parroquia de Santiago Apóstol

## Cultura

### Fiestas y eventos
- El sábado más próximo a la festividad de San Sebastián, el 19 de enero, se celebran las Hogueras de San Sebastián.
- El día 25 de junio, festividad de Santa Orosia, muchos serrableses participan en la romería a la santa, que parte de Yebra de Basa y llega hasta el santuario.
- Las fiestas patronales de Sabiñánigo, en honor a Santiago Apóstol, tienen lugar a partir del 24 de julio.
- «Cazataria», feria monográfica de la caza y el perro, se desarrolla en Sabiñánigo el primer fin de semana del mes de septiembre.

### Deporte

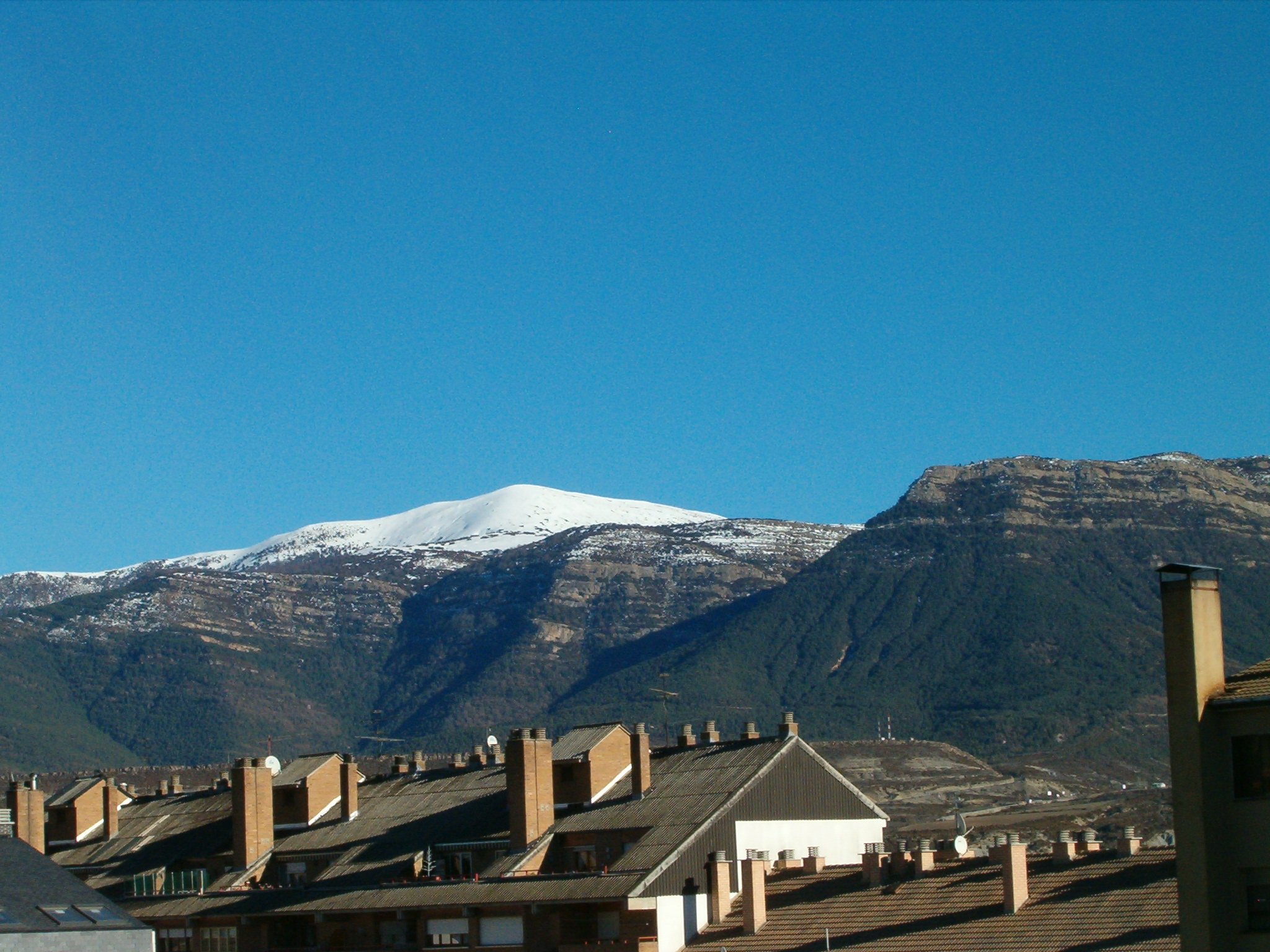
Santa Orosia y Oturia

Ciudad muy ligada al deporte y en especial al ciclismo, Sabiñánigo es conocida por crear y albergar una de las pruebas ciclistas amateurs más importantes del mundo, llamada «Quebrantahuesos», la cual podría ser considerada una etapa de categoría especial en el Tour, por los puertos de montaña que se pasan.
Por otra parte, en las cercanías de Sabiñánigo se puede practicar el esquí. Panticosa está a 30 km, Formigal a 38 km, Candanchú a 44 km y Astún a 47 km.

## Ciudades hermanadas
- Billère (Francia).[28]
- Petersberg (Alemania).[28]